# Michael Anton (Saluzzo)

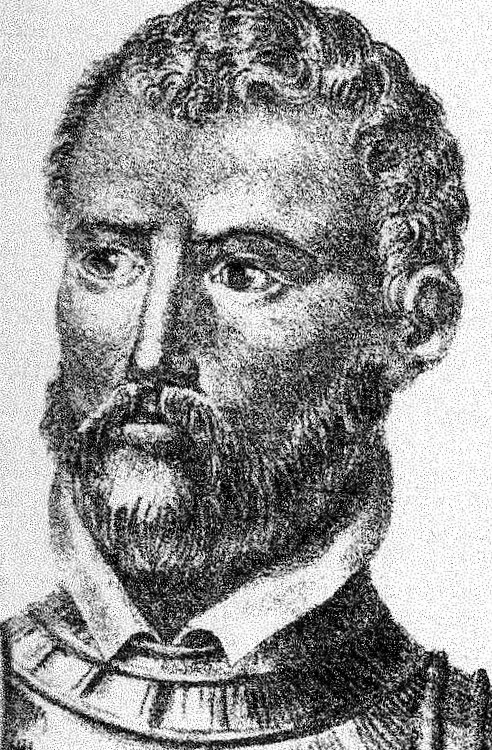
Porträt von Michele Antonio di Saluzzo, Anonym

Michele Antonio del Vasto (* 26. März 1495 in Saluzzo; † 18. Oktober 1528 in Aversa) war ein piemontesischer Adliger, Markgraf von Saluzzo und Militär im Dienst des französischen Königs Franz I.

## Biographie
Michele Antonio war der älteste Sohn von Ludovico II. del Vasto, Markgraf von Saluzzo, und Marguerite de Foix-Candale, der Tochter von Jean IV. de Foix-Grailly, die bis 1526 Regentin von Saluzzo war. Michele Antonio wurde am französischen Hof erzogen (Michel Antoine de Saluces).
Am 26. März 1515 wurde er, gerade 20 Jahre alt geworden, zum Gouverneur von Asti. Zwei Jahre darauf, im April 1517, wurde er Capitaine de 100 hommes d'armes des ordonnances, was er genau zehn Jahre, bis zum April 1527, blieb.
Wie sein Vater Ludovico II. nahm er an den Italienischen Kriegen teil, die von Ludwig XII. und Franz I. geführt wurden. Am 15. September 1524 wurde er Gouverneur von Mailand, am 24. Februar 1525 kämpfte er als Gouverneur von Savona in der Schlacht bei Pavia.
Am 7. Mai 1525 wurde er Gouverneur der Dauphiné, am 30. Januar 1526 wurde er Graf von Castres und Admiral von Guyenne. Im März 1526 wurde er Gouverneur von Paris und der Île-de-France als Nachfolger von François Bourbon, Comte de Saint-Pol, der wiederum sein Nachfolger in der Dauphiné wurde.
Ebenfalls 1526 war er Kapitän einer Einheit von 6000 französischen Soldaten, mit denen er das von kaiserlichen Truppen besetzte Piacenza eroberte. Am 17. April 1527 wurde er zum Lieutenant-général für Italien ernannt (er war jetzt Ritter im Ordre de Saint-Michel); er eroberte Bologna und Florenz, und versuchte, den Sacco di Roma (ab 6. Mai 1527) durch marodierende deutsche Landsknechte, die unter dem Kommando von Charles III. de Bourbon-Montpensier standen, zu verhindern.
Am 28. August 1528 wurde er in der Schlacht bei Aversa an der Spitze der Reste der französischen Armee aus der Belagerung von Neapel von den Spaniern geschlagen. Er selbst wurde schwer verwundet, als das Haus, in dem er sich befand, unter Beschuss geriet. Er starb am 18. Oktober 1528.
Gemäß seinen Wünschen wurde sein Leichnam in der römischen Basilika Santa Maria in Aracoeli bestattet, sein Herz hingegen wurde zurück ins Piemont gebracht. Dieses Testament wurde in der Ballade Il Testamento del Marchese di Saluzzo aufgegriffen, in denen er sterbend seinen Soldaten, die ihn umringten, seinen letzten Willen diktierte. Diese Ballade war vier Jahrhunderte später als Il Testamento del Capitano bei den Alpini des Ersten Weltkriegs populär.